# Белый Колодезь (Брянская область)
Белый Колодезь — село в Новозыбковском городском округе Брянской области России.
Население 233 человек (2013)

## География
Находится в западной части Брянской области на расстоянии приблизительно 14 км на северо-восток по прямой от железнодорожного вокзала районного центра города Новозыбков.

## История
Основано приблизительно в 1670 году казаками, первоначальное население составляли старообрядцы.
С 1710 г. село принадлежало дворянскому роду Миклашевских вплоть до конца Российской империи.
Оно было приобретено Стародубским полковником Михаила Андреевича Миклашевского. Он получил его взамен село Палиевку, которое гетман Скоропадский в 1710 году отобрал у Миклашевских для жены.
В 1859 году учтено было 133 двора, в 1892—228. С 1784 года действовала Успенская церковь (не сохранилась). В середине XX века работал колхоз «Завет Ильича». В 1992 к селу были присоединены поселок Московщина и деревня Подрудня. До 2019 года входило в Замишевское сельское поселение до его упразднения.

## Население
| 2010 | 2013 |
| ---- | ---- |
| 269  | ↘233 |

Численность населения: 875 человек (1859 год), 1382 (1892), 310 человек в 2002 году (русские 88 %), 269 в 2010.